# 大配囊異水黴
大配囊異水黴（學名：Allomyces macrogynus）是異水黴屬的一個物種，最早於1941年由美國真菌學家拉爾夫·愛默生描述發表，當時被歸為爪哇異水黴的一個變種，並於1954年被提升為獨立物種。本種的基因組已由博德研究所的研究團隊完成定序。

## 外部連結
- 大配囊異水黴在Index Fungorum中的資訊